# Ла Вале
Ла Ва̀ле (на италиански: La Valle; на ладински: La Val, Ла Вал, на немски: Wengen, Венген) е село и община в Северна Италия, автономна провинция Южен Тирол, автономен регион Трентино-Южен Тирол. Разположено е на 1353 m надморска височина. Населението на общината е 1302 души (към 2010 г.).

## Език
Официални общински езици са и италианският и немският. Най-голямата част от населението говори обаче на други романски език, ладинският.
| %     | Роден език      |
| 0,81  | Италиански език |
| 1,53  | Немски език     |
| 97,66 | Ладински език   |